# Gué crochet
Ne doit pas être confondu avec Ҕ.
 (minuscule : ) appelé gué crochet, est une lettre additionnelle de l'alphabet cyrillique qui est utilisée dans l’écriture du kete et est parfois utilisée dans l’écriture du nivkhe. Elle est utilisée dans la transcription des langues eskimo-aléoutes. Elle se présente comme un gué ‹ Г › diacrité d'un crochet.

## Utilisation
Le gué crocheté est utilisé dans l’écriture du nivkhe pour représenter une consonne occlusive uvulaire voisée [ɢ], et est parfois plutôt représentée avec le gué cramponné ‹ Ӷ ӷ ›. Il est utilisé en particulier dans les dialectes de Sakhaline et n’est pas utilisé en nivkhe de l’Amour.

### Formes et variantes
Le gué crocheté à le crochet attaché à droite en nivkhe dans Taksami 1996, ainsi qu’en langues eskomi-aléoutes dans des ouvrages comme Ainana 1994, et Vakhtin 2003, en youpik chaplino (en) dans Menovchtchikov 1988, Menovchtchikov et Vakhtin 1990, Sigunylik 2003, en naukan dans Menovchtchikov 1975.

Forme utilisée en langues eskimo-aléoutes, en kete ou en nivkhe.

## Représentation informatique
Cette lettre ne possède de caractères Unicode qui lui sont propres. En théorie, il est possible d’utiliser les caractères de la lettre gué cramponné ‹ Ӷ, ӷ › avec des polices ou applications adaptées dans lesquelles ceux-ci ont la forme du gué crocheté.
| formes    | représentations | chaînes de caractères | points de code | descriptions                              |
| --------- | --------------- | --------------------- | -------------- | ----------------------------------------- |
| capitale  |                 | —                     | —              | lettre majuscule cyrillique gué crochet   |
| minuscule |                 | —                     | —              | lettre minuscule cyrillique gué crochet   |
| capitale  | Ӷ               | Ӷ                     | U+04F6         | lettre majuscule cyrillique gué cramponné |
| minuscule | ӷ               | ӷ                     | U+04F7         | lettre minuscule cyrillique gué cramponné |

## Sources
- [Ainana 1994] (ru) Л. И. Айнана, Г. А. Наказик et М. И. Сигунылик, Эскимосский язык: Учебник для 2-го кл, Санкт-Петербург, отд-ние изд-ва «Просвещение»,‎ 1994 (ISBN 5-09-002367-0)
- (en) A. Berdnikov, O. Lapko, M. Kolodin, A. Janishevsky et A. Burykin, « Alphabets necessary for various Cyrillic writing systems (Towards X2 and T2 Encodings) », Cahiers GUTenberg, nos 28-29 « Congrès EuroTEX »,‎ mars 1998 (présentation en ligne, lire en ligne)
- (en) Jim Brase et Peter Constable, Proposal for Encoding Additional Cyrillic Characters for Siberian Yupik (no L2/02-452), 6 décembre 2002 (lire en ligne)
- [Menovchtchikov 1975] (ru) Георгий Алексеевич Меновщиков, Язык науканских эскимосов, Ленинград, Ленинградское отделение издательства «Наука»,‎ 1975 (ISBN 5-09-000102-2)
- [Menovchtchikov 1988] (ru) Георгий Алексеевич Меновщиков, Словарь эскимосско-русский и русско-эскимосский, Ленинград, Просвещение,‎ 1988 (ISBN 5-09-000102-2)
- [Menovchtchikov et Vakhtin 1990] (ru) Георгий Алексеевич Меновщиков et Николай Борисович Вахтин, Эскимосский язык, Ленинград, Просвещение,‎ 1990 (ISBN 5-09-000157-X)
- [Portal Khabarovsk 2009] (ru + niv) Портал Хабаровск, Изучаем нивхский язык, Хабаровск,‎ 2009
- (en) Lorna A. Priest, Proposal to Encode Additional Cyrillic Characters (no L2/05-080R2), 9 aout 2005 (lire en ligne)
- [Sigunylik 2003] (ru) М. И. Сигунылик, Юпигыт улюӈат, Санкт-Петербург, Издательство «Дрофа» Санкт-Петербург,‎ 1988 (ISBN 5-09-000102-2)
- [Taksami 1996] (ru) Чунер Михайлович Таксами, Словарь нивхско-русский и русско-нивхский, Санкт-Петербург, Просвещение,‎ 1996 (ISBN 5-09-002269-0)
- [Vakhtin 2003] (ru) Николай Борисович Вахтин, Эскимосский язык в таблицах, Санкт-Петербург, Издательство «Дрофа» Санкт-Петербург,‎ 2003 (ISBN 978-5-9474-5145-0)